# Snowboarden op de Olympische Winterspelen 2002

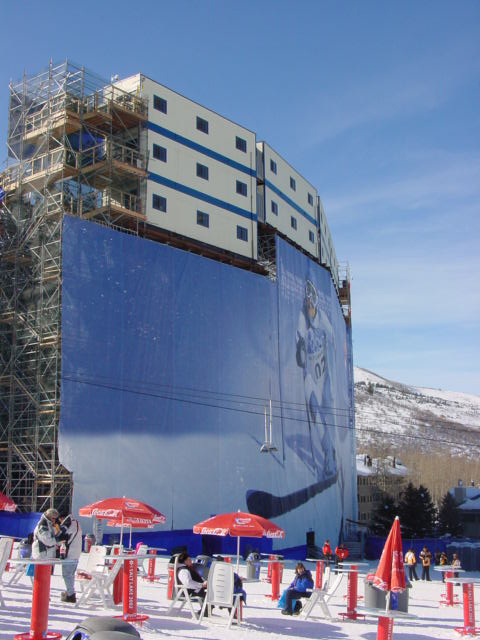
Snowboardstadion tijdens de Olympische Winterspelen 2002

Snowboarden is een van de sporten die beoefend werden tijdens de Olympische Winterspelen 2002 in Salt Lake City.

## Heren

### Halfpipe
| rang   | sporter(s)      | land | punten |
| ------ | --------------- | ---- | ------ |
| Goud   | Ross Powers     | USA  | 46.1   |
| Zilver | Danny Kass      | USA  | 42.5   |
| Brons  | Jarret Thomas   | USA  | 42.1   |
| 4      | Giacomo Kratter | ITA  | 42.0   |
| 5      | Takaharu Nakai  | JPN  | 40.7   |
| 6      | Tommy Czeschin  | USA  | 40.6   |
| 7      | Heikki Sorsa    | FIN  | 40.4   |
| 8      | Markku Koski    | FIN  | 39.0   |

### Parallel Reuzenslalom
| rang   | sporter(s)          | land | punten |
| ------ | ------------------- | ---- | ------ |
| Goud   | Philipp Schoch      | SUI  | 1000   |
| Zilver | Richard Richardsson | SWE  | 800    |
| Brons  | Chris Klug          | USA  | 600    |
| 4      | Nicolas Huet        | FRA  | 500    |
| 5      | Dejan Košir         | SLO  | 450    |
| 6      | Mathieu Bozzetto    | FRA  | 400    |
| 7      | Siegfried Grabner   | AUT  | 360    |
| 8      | Walter Feichter     | ITA  | 320    |

## Dames

### Halfpipe
| rang   | sporter(s)           | land | punten |
| ------ | -------------------- | ---- | ------ |
| Goud   | Kelly Clark          | USA  | 47.9   |
| Zilver | Doriane Vidal        | FRA  | 43.0   |
| Brons  | Fabienne Reuteler    | SUI  | 39.7   |
| 4      | Kjersti Buaas        | NOR  | 37.3   |
| 5      | Shannon Dunn-Downing | USA  | 37.2   |
| 6      | Tricia Byrnes        | USA  | 36.4   |
| 7      | Nici Pederzolli      | AUT  | 35.7   |
| 8      | Yoko Miyake          | JPN  | 33.7   |

### Parallel Reuzenslalom
| rang   | sporter(s)          | land | punten |
| ------ | ------------------- | ---- | ------ |
| Goud   | Isabelle Blanc      | FRA  | 1000   |
| Zilver | Karine Ruby         | FRA  | 800    |
| Brons  | Lidia Trettel       | ITA  | 600    |
| 4      | Jagna Marczułajtis  | POL  | 500    |
| 5      | Maria Kirchgasser   | AUT  | 450    |
| 6      | Julie Pomagalski    | FRA  | 400    |
| 7      | Isabella dal Balcon | ITA  | 360    |
| 8      | Lisa Kosglow        | USA  | 320    |
|        |                     |      |        |
| 24     | Nicolien Sauerbreij | NED  | 70     |

## Medaillespiegel
| Plaats | Land             | NOC    | Goud | Zilver | Brons | Totaal |
| ------ | ---------------- | ------ | ---- | ------ | ----- | ------ |
| 1      | Verenigde Staten | USA    | 2    | 1      | 2     | 5      |
| 2      | Frankrijk        | FRA    | 1    | 2      | 0     | 3      |
| 3      | Zwitserland      | SUI    | 1    | 0      | 1     | 2      |
| 4      | Zweden           | SWE    | 0    | 1      | 0     | 1      |
| 5      | Italië           | ITA    | 0    | 0      | 1     | 1      |
| Totaal | Totaal           | Totaal | 4    | 4      | 4     | 12     |